# Dufourea maura
Dufourea maura là một loài Hymenoptera trong họ Halictidae. Loài này được Cresson mô tả khoa học năm 1878.

## Hình ảnh

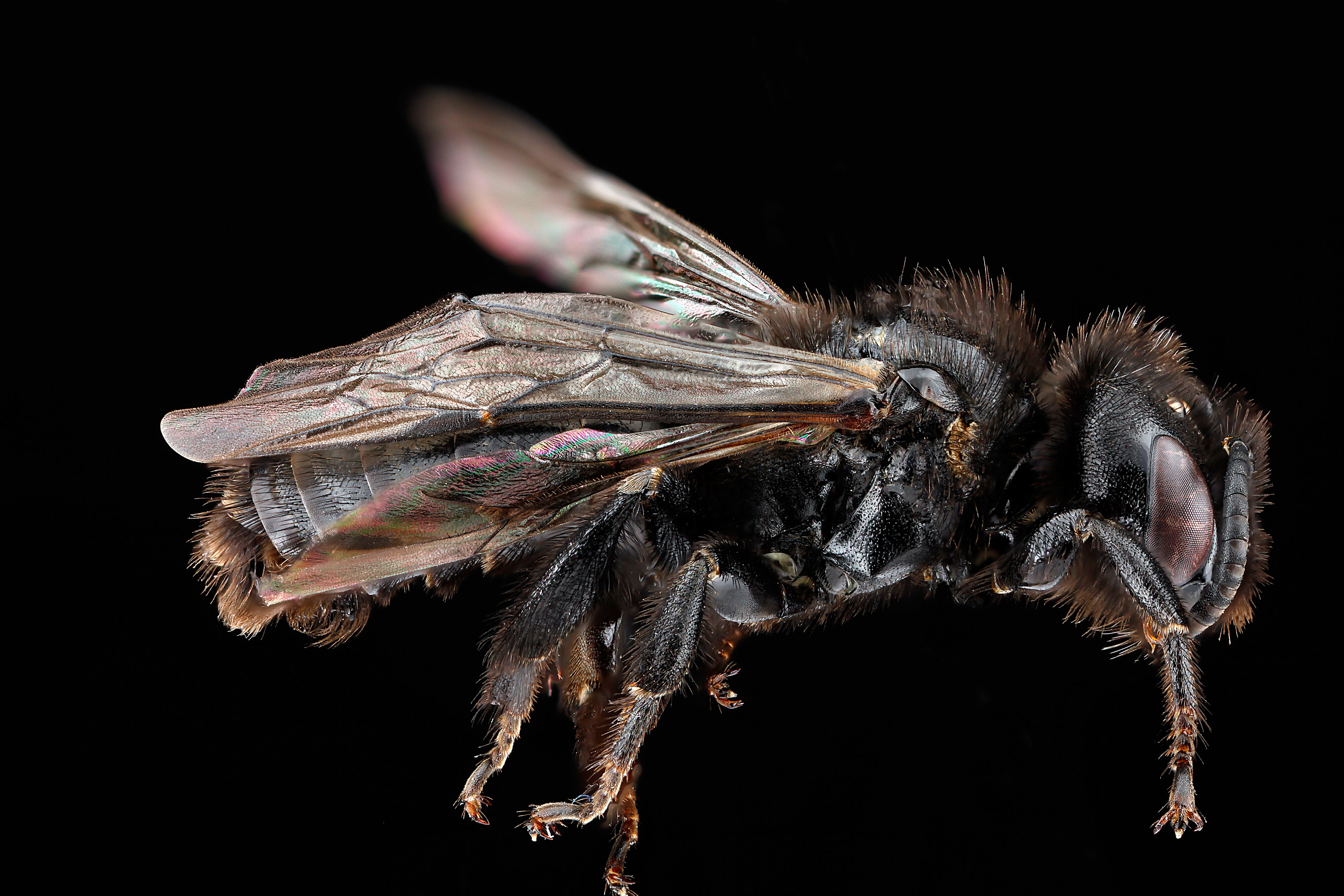
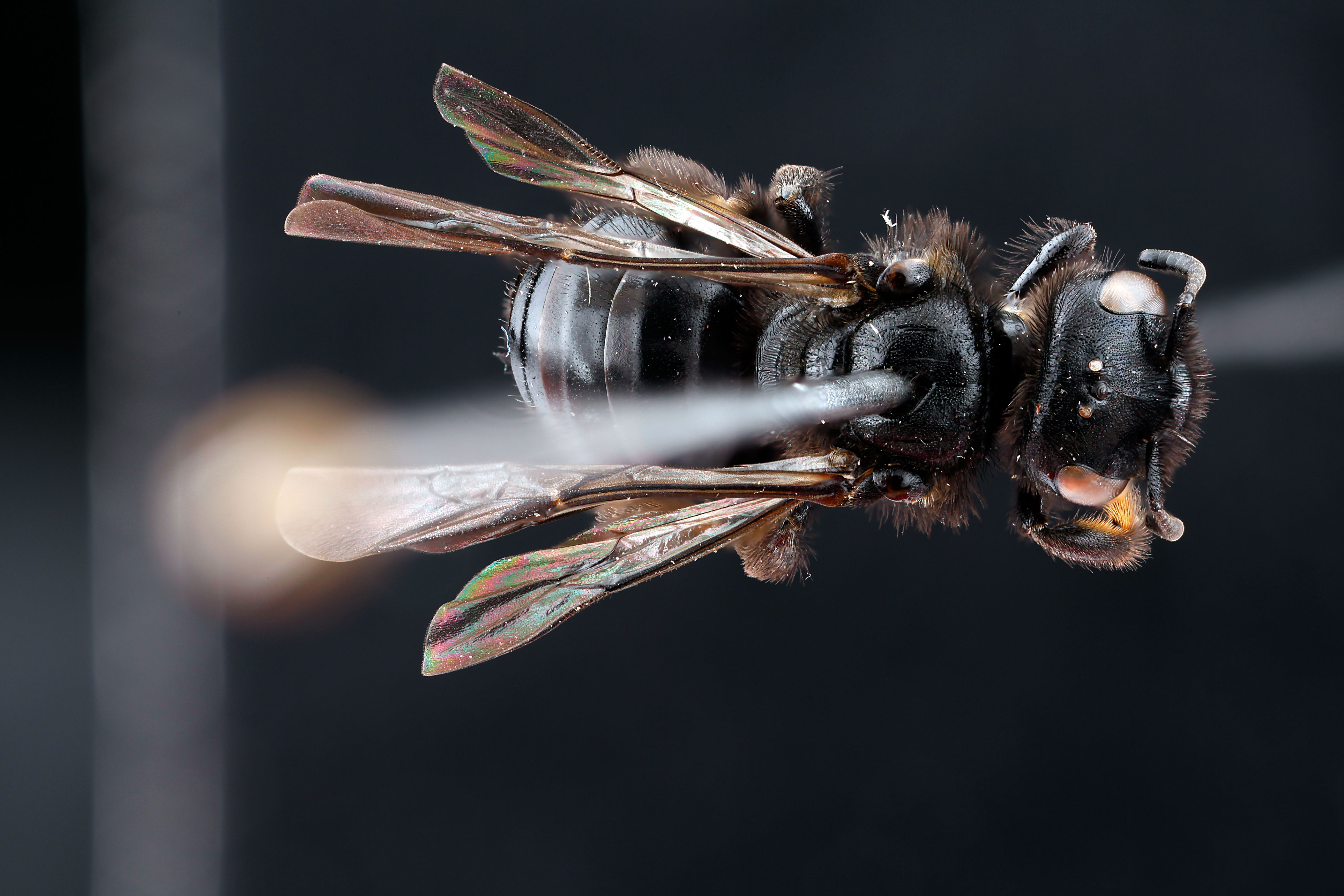
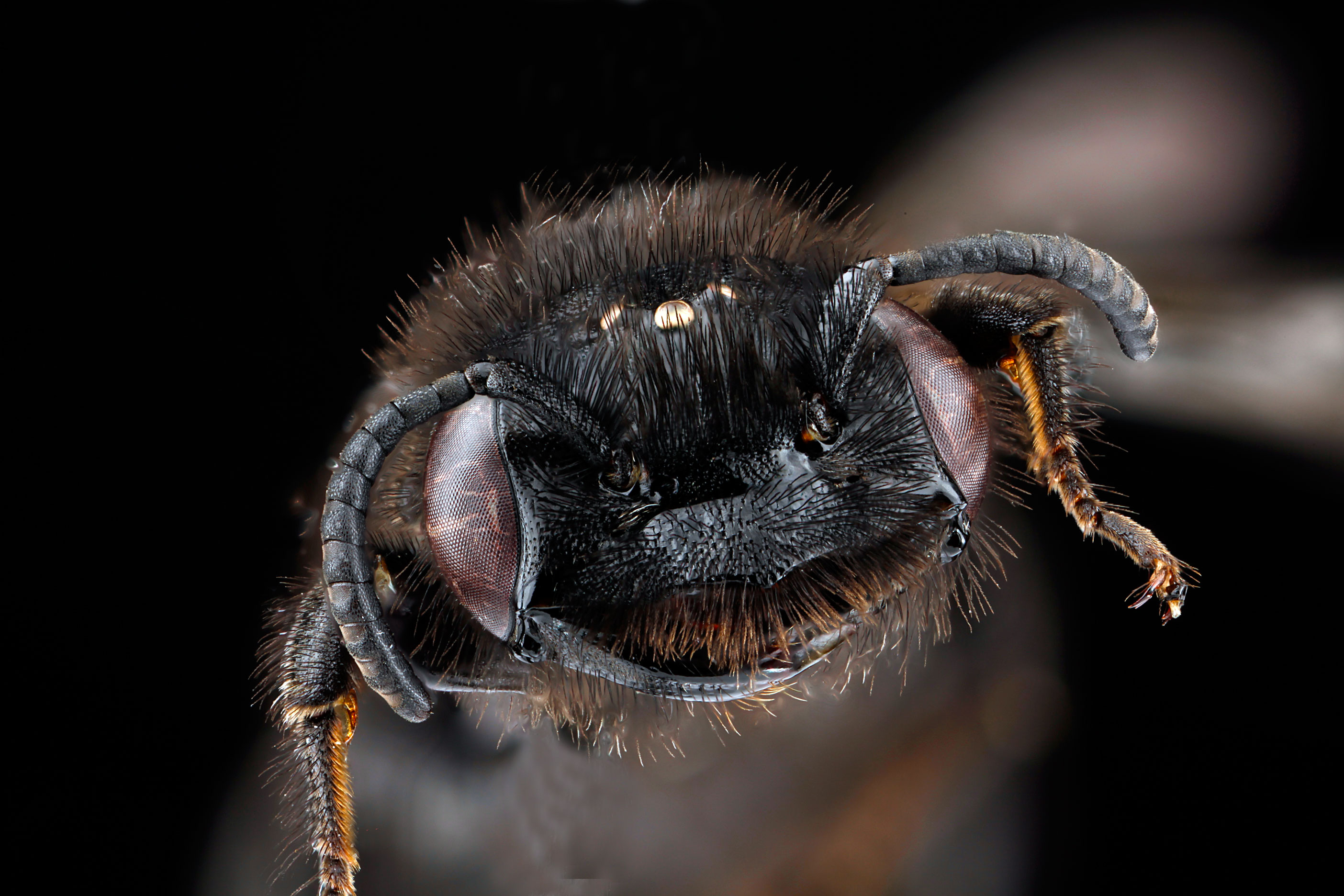
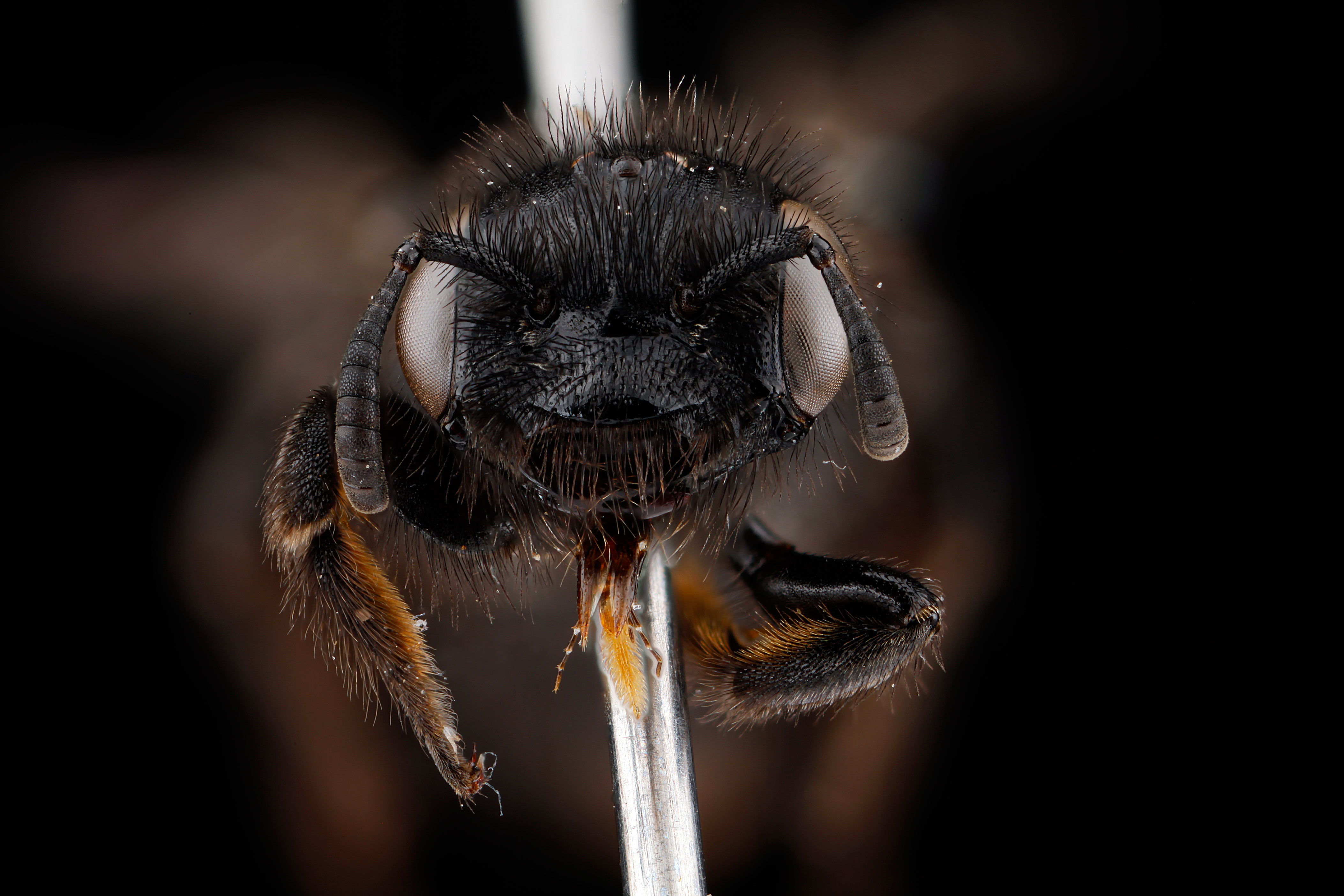